# 나이트 시프트 (소프트웨어)

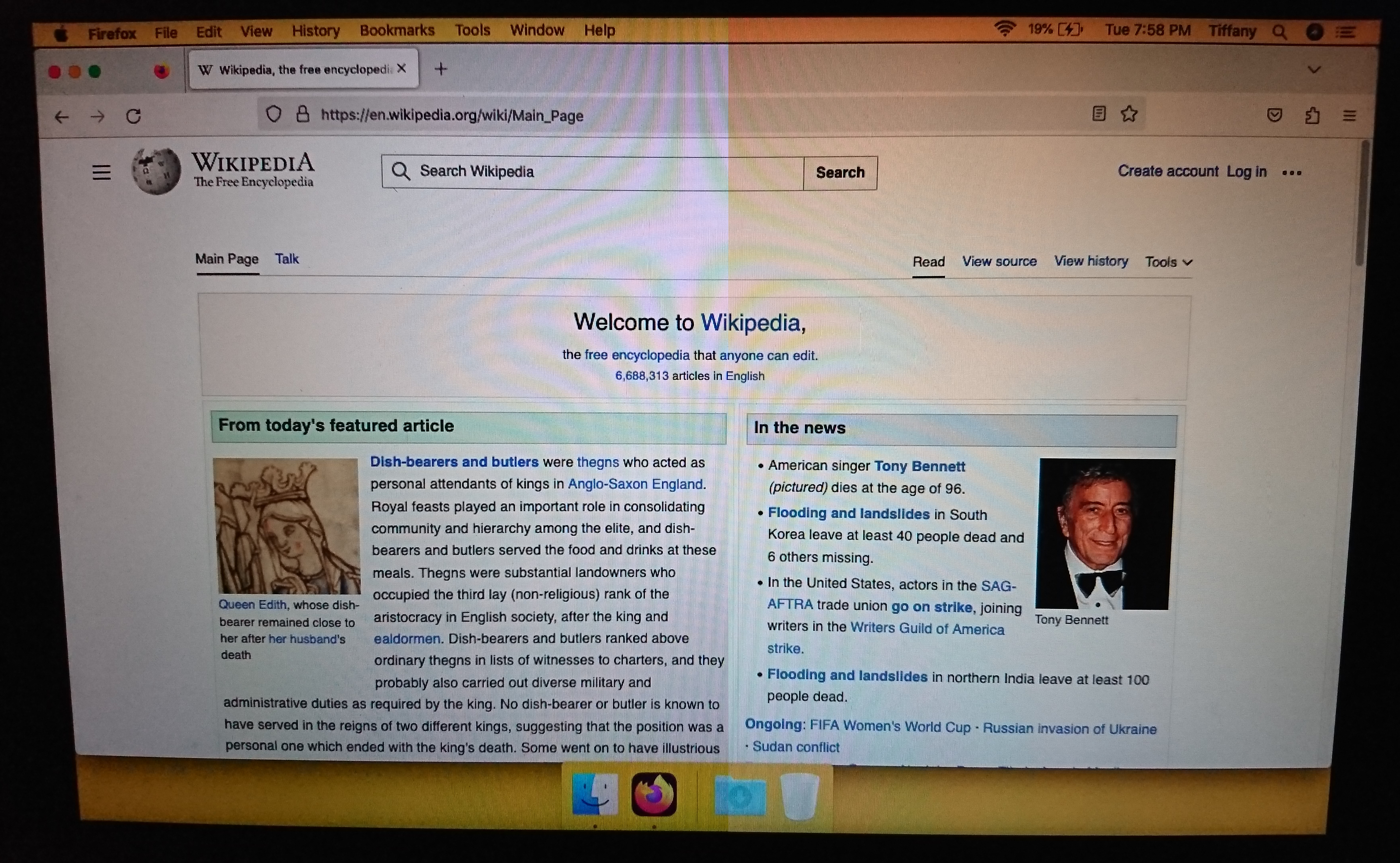
Night Shift가 켜져 있고(오른쪽) 꺼져 있는(왼쪽) MacBook Pro의 이미지

나이트 시프트, 또는 나이트 쉬프트는 iOS와 iPadOS, 그리고 맥 OS의 기본 소프트웨어이다. 2016~2017년에 출시되어 iOS에는 iOS 9.3부터, 맥 OS에서는 macOS 시에라 10.12.4부터 탑재되었다. 해가 지면 자동으로 화면의 색상을 따뜻한 색으로 변경해 청색광을 줄이고, 아침이 되면 원래대로 돌려 놓는다.

## 효과
2021년의 논문에 따르면, 화면의 밝기를 줄이지 않고 색상만 따뜻하게 변경하는 것은 수면에 도움이 되지 않는다고 하며, 멜라토닌의 분비를 줄이는 데에도 효과가 없다고 한다. 오히려 똑같은 밝기의 청색광보다 몸을 깨우는 것으로 알려졌다.

## 호환성
나이트 시프트는 64비트 iOS 9.3 이상의 iOS 장치와 macOS 시에라 10.12.4 이상의 맥에서 사용할 수 있다.

## 기능
나이트 시프트는 설정이나 알림 센터에서(또는 Siri를 사용해) 켜거나 끌 수 있다. 또는 설정에서 시간을 정하거나 일몰과 일출에 맞추어 자동으로 켜지고 꺼지게 할 수 있다.

## 같이 보기
- 청색광
- f.lux
- 레드시프트
- 다크 모드